# Syzgi
Syzgi (ros. Сызги) – wieś (dieriewnia) w Rosji, w obwodzie swierdłowskim, w rejonie krasnoufimskim. W 2010 liczyła 502 mieszkańców.